# Lucky (canção de Jason Mraz)
"Lucky" é uma canção de Jason Mraz e Colbie Caillat. É o terceiro single do terceiro álbum de estúdio de Jason Mraz We Sing. We Dance. We Steal Things. A canção esteve na parada Billboard assim como em outras paradas musicais mundiais.
Jason Mraz e Colbie Caillat ganharam o prêmio Grammy Award pela Melhor Colaboração Pop com Vocais 2010. Uma versão em espanhol da canção, chamada "Suerte", foi gravada pela cantora mexicana Ximena Sariñana para a reedição latino-americana do álbum. Jason Mraz e Lil Wayne também fizeram um remix da canção e mais tarde foi lançada na Z100.

## Concepção e execução
Mraz se tornou um fã de Caillat depois de ouvir as músicas dela no MySpace. Então ele perguntou a Caillat se ela gostaria de escrever e cantar junto com ele. Em uma entrevista para a VH1, Mraz disse que ele "interpretou um jogo para escrever canções" com os amigos para ver como a letra ficaria. Mraz e Caillat cantaram a canção no programa Saturday Night Live no dia 31 de janeiro de 2009.
Eles cantaram a canção novamente no talk show The Ellen DeGeneres Show em fevereiro.

## Videoclipe
O videoclipe foi filmado em Praga, República Tcheca e foi lançado em 16 de janeiro de 2009. As partes de Mraz e Caillat no vídeo foram filmadas separadamente. O vídeo segue o contexto da canção, com Mraz e Caillat cantando seus versos.
O vídeo começa em uma praça da cidade. Mraz está aprontando-se para se encontrar com alguém. Caillat está em uma área litorânea e senta-se na praia enquanto a canção começa. Mraz apronta-se e deixa a praça. Caillat continua cantando a canção caminhando ao lado do mar e brincando com seu cachecol. Mraz e Caillat cantam a canção estando em lugares separados. As cenas foram intercaladas com a cena de um carro subindo rapidamente e Mraz finalmente chega a Praça da Cidade Velha em Praga e fica em frente à estátua de Jan Hus. Mraz e Caillat olham para trás e o vídeo termina com a conclusão de que eles se viram.

## Versão em espanhol
Juntamente com Ximena Sariñana, Jason lança uma versão em espanhol da canção com o nome de "Suerte". O vídeo para a versão em espanhol tem a participação de Mraz e Sariñana, e foi lançado na MTV no dia 22 de junho de 2009.

## Desempenho nas paradas musicais
"Lucky" estreou na Billboard Hot 100 na posição 96 na edição de 31 de janeiro de 2009. Na mesma semana, estreou na parada Pop 100 na posição 84 e chegou a 48. Na semana seguinte, a canção chegou à posição 84 no Hot 100 e atingiu o pico de 48.
Na Hot Adult Top 40 Tracks, a canção já esteve no Top 10 de sucessos, chegando à posição 9.
A canção também esteve na Dutch Top 40 na posição 27 e atingiu o pico de 8.
Na Canadian Hot 100 esteve na posição 70 e chegou a 56. A canção voltou às paradas canadenses na edição de 30 de abril de 2009 na posição 99.
Também esteve na Swiss Singles Chart na posição 34, mas começou a descer nas semanas seguintes.
| Paradas (2008/2009)                          | Melhor posição |
| -------------------------------------------- | -------------- |
| Canadian Hot 100                             | 56             |
| Czech IFPI Radio Top 100                     | 62             |
| Dutch Top 40                                 | 10             |
| Swiss Singles Chart                          | 21             |
| U.S. Billboard Hot 100                       | 48             |
| U.S. Billboard Pop 100                       | 48             |
| U.S. Billboard Hot Adult Top 40 Tracks       | 9              |
| U.S. Billboard Hot Adult Contemporary Tracks | 10             |